# Arama
Arama – gmina w Hiszpanii, w prowincji Guipúzcoa, w Kraju Basków, o powierzchni 1,32 km². W 2011 roku gmina liczyła 200 mieszkańców.